# Veterinary Dermatology
Veterinary Dermatology, abgekürzt Vet. Dermatol., ist eine wissenschaftliche Fachzeitschrift, die vom Wiley-Blackwell-Verlag veröffentlicht wird. Die Zeitschrift ist ein offizielles Publikationsorgan folgender Gesellschaften:
- European Society of Veterinary Dermatology
- American College of Veterinary Dermatology
- American Academy of Veterinary Dermatology
- European College of Veterinary Dermatology
- Chapter of Veterinary Dermatology of the Australian College of Veterinary Scientists
- Canadian Academy of Veterinary Dermatology
- Asian Society of Veterinary Dermatology
- International Society of Veterinary Dermatopathology
- World Association for Veterinary Dermatology
- International Committee on Allergic Diseases of Animals.

Die Zeitschrift erscheint mit sechs Ausgaben im Jahr und veröffentlicht Arbeiten, die sich mit Hautkrankheiten von Säugetieren, Vögeln, Reptilien, Amphibien und Fischen befassen.
Der Impact Factor lag im Jahr 2014 bei 1,732. Nach der Statistik des ISI Web of Knowledge wird das Journal mit diesem Impact Factor in der Kategorie Dermatologie an 25. Stelle von 62 Zeitschriften und in der Kategorie Tiermedizin an 24. Stelle von 133 Zeitschriften geführt.